# Агильмунд
Агильмунд (лат. Agilmund) — первый исторически достоверный король лангобардов. Правил в конце IV века — начале V века. О его правлении рассказывается в сочинении VII века «Происхождение народа лангобардов» и в труде историка VIII века Павла Диакона «История лангобардов».
После смерти лангобардских вождей Ибора и Айо, согласно легенде выведших своих единоплеменников с острова Скандза, лангобарды, подобно другим германским народам, избрали себе короля. Им стал Агильмунд из рода Гунгингов (Гугингов), сын Айо, наиболее знатный среди лангобардов. Одновременно у лангобардов сохранилась и сильная власть герцогов. Агильмунд правил 33 года. Проживавшие долгое время в мире с соседями, лангобарды были неожиданно атакованы болгарами (вероятно, под этим именем упоминаются гунны). Во время нападения король Агильмунд погиб, а его единственная дочь пленена. Новым королём был избран Ламиссо.